# Asociación Gijonesa de la Caridad - Cocina Económica
La Asociación Gijonesa de la Caridad, conocida popularmente como la Cocina Económica es una asociación sin ánimo de lucro creada en Gijón el 10 de febrero de 1905 para atender las necesidades básicas (de comida, alojamiento y vestido), proporcionar asistencia social y promocionar a la población más necesitada.

## Historia
La situación económica durante la década final del siglo XIX estaba marcada a nivel mundial, por una crisis económica generalizada. En España, dicha situación estaba agravada por enfrentamientos políticos y la pérdida de las Colonias. En este contexto, Rafael Suárez del Villar funda en Gijón en 1887 la Cocina Económica, si bien no llegó a funcionar hasta 1890. La Cocina Económica era el primer comedor social creado para solventar los problemas surgidos en aquellos años de necesidad extrema, y origen de la Asociación Gijonesa de Caridad. Los servicios estaban atendidos por tres Hermanas de la Caridad de San Vicente de Paul, y se repartían por término medio quinientas raciones de comida al día. Sus ingresos dependían de la suscripción pública, y al ser una época difícil y poco próspera, las diferentes Juntas Directivas necesitaron de un esfuerzo suplementario para conseguir alcanzar los objetivos de la asociación. En esta primera etapa, también se ocupaba de la manutención de los presos recluidos en la cárcel del partido, a los que se servía por la mañana un plato de cocido, por la tarde otro de patatas con carne o arroz, con un chorizo por persona, y 500 gramos de pan de primera.
En 1904, algunas personas acomodadas de Gijón piensan en dotar a la ciudad de una Asociación de la Caridad, similar a la que ya existía en otras ciudades españolas, como Bilbao, Sevilla o Zaragoza, con el fin de apoyar a los verdaderamente necesitados y desterrar la mendicidad callejera. Un año después, los periódicos El Comercio y El Noroeste inician una campaña para recaudar fondos. Los médicos gijoneses, Ulpiano Vigil Escalera y Severino González Infiesta, vocales de la Junta de Reformas Sociales, presentan una moción en dicha Junta para establecer una Asociación de Caridad. Al proyecto se suma, el sacerdote Ceferino Fernández Piedralba.
El 10 de febrero de 1905, en los salones del Ilustre Ayuntamiento de Gijón, Jesús Menéndez Acebal alcalde de la ciudad, fundó con el apoyo de diversas entidades y personalidades del municipio la Asociación Gijonesa de Caridad, aunque el pueblo siguió llamándola popularmente como la Cocina Económica. Su misión consistía en luchar por erradicar la pobreza, cubriendo las necesidades básicas de personas carentes de medios; y contribuir a su promoción y desarrollo personal, tratando de remediar sus carencias para reintegrarlas posteriormente en la sociedad.
En la reunión del Consejo de Gobierno de la Asociación del 11 de mayo de 1905, se anuncia la creación del asilo nocturno para pobres, a los que se cobrará cincuenta céntimos de peseta por cama. 
En diciembre de 1909, llega la consolidación de la Asociación, al adquirir la Cocina Económica, convirtiéndose en una sola entidad: Asociación Gijonesa de la Caridad - Cocina Económica, con mayores posibilidades de cumplir sus fines benéfico-sociales.
El 29 de diciembre de 1933, falleció Donato Argüelles, fundador de la Asociación. Dos años después, el 29 de diciembre de 1935 se realizó un homenaje descubriendo una placa que lleva su busto y que había sido realizada por suscripción popular. 
Con la llegada de la Guerra civil, los dirigentes políticos expulsaron a la Comunidad de Hijas de la Caridad. En 1937, una bomba destruyó gran parte del edificio de la Asociación. Finalizada la contienda civil un grupo de antiguos consejeros obtuvo la autorización para recomenzar la vida de la Asociación. La parte del edificio que había sido destinado al comedor, fue la que menos daños sufrió, y por tanto, la primera en ser puesta en marcha. Comenzó como comedor de Beneficencia del Estado, y posteriormente como comedor de Auxilio Social. El 15 de julio de 1941 se acordó reconstruir parte del edificio para dedicarlo a comedor de madres embarazadas y lactantes pobres.
El 9 de marzo de 1943 se escrituran los estatutos de la Asociación Gijonesa de la Caridad, que habían sido aprobados el 10 de febrero de 1905. La falta de materiales y la escasez de recursos económicos hacen que las obras estén muy retrasadas a finales de 1947.
Dos miembros de la Conferencia de san Vicente de Paúl, Ignacio Soto Larroza y Luis Adaro se reunieron con José García Bernardo y de la Sala, alcalde de Gijón, y el 25 de diciembre de 1948, con la bendición del local y la consagración al Sagrado Corazón de Jesús, la Cocina Económica reabrió sus puertas. En marzo de 1951, falleció Ignacio Soto, tesorero de la Asociación. Se le nombró con carácter póstumo, Consejero de Honor y de Mérito de la Asociación. 
La aparición de un hombre muerto, se supuso que de frío en el Llano, fue la causa que aceleró la aparición del Asilo Nocturno, que acabó inaugurándose en noviembre de 1952. El 10 de abril de 1953 se dotó el edificio con una capilla, que alberga la sede de la Adoración Real, Perpetua y Universal del Santísimo Sacramento (ARP)
En 1955, con motivo de las Bodas de Oro de la Asociación, se celebraron diversos actos conmemorativos: Misa en la capilla, un Te Deum, pagas extraordinarias a los empleados de la Asociación, comidas especiales...
En 1956 se procede al cambio de cocina central. Entre 1962 y 1967 se construye el nuevo edificio, y se pone en marcha la Guardería infantil. Tras cerrar el año económico de 1977 se advierte que la Asociación tiene un serio problema económico, al aparecer un déficit de 1.350.000 pesetas. Ignacio Bertrand, alcalde de Gijón por aquel entonces, convoca una Junta General con carácter extraordinario con el fin de anunciar una modificación de los estatutos de la Asociación para adaptarlos a la nueva Ley de Asociaciones. Con los nuevos estatutos el Ayuntamiento de Gijón se desvincula, hasta cierto punto de la Asociación. Durante la década de los ochenta aparecen diversas dificultades de entendimiento entre la Asociación y el Ayuntamiento. El 27 de abril de 1988 fallece Pedro Lantero Pérez, Presidente de la Asamblea General de Socios. Luis Adaro será el encargado de sustituirle.
En 1990 nace el suministro de muebles, gracias al cual diversas familias podrán ser instaladas en unas viviendas conseguidas por la gestión de este servicio. Ese año se cede un local al Proyecto Hombre, dedicado al tratamiento de toxicómanos.

### Centenario de la Cocina Económica 1890-1990
Para celebrar el centenario de la Cocina Económica se celebraron, en 1990, los siguientes actos:
- Misa solemne presidida por D.Gabino Díaz Merchán, Arzobispo de Asturias en la parroquia de San Lorenzo, el 21 de septiembre.
- Acto conmemorativo en los locales de la Asociación Gijonesa de la Caridad. Intervinieron: Francisco Carantoña Duber, director del diario gijonés El Comercio, Luis Adaro, presidente de la Asociación, Vicente Álvarez Areces, alcalde de Gijón, y Mª Antonia Fernández Felgueroso, Directora Regional de Acción Social, el 26 de septiembre. En su discurso, Luis Adaro ofreció las siguientes cifras de la labor caritativa llevada a cabo por la Asociación en estos cien años: 9.500.000 comidas servidas, 166.000 personas han pernoctado en el albergue nocturno, 3.600 niños atendidos en la guardería infantil; 25.000.000 pesetas entregadas en comestibles por las Conferencias de san Vicente de Paul; 150.000 comidas suministradas a las escuelas de Tremañes para atender a sus niños. Ingentes cantidades de ropa repartida entre los necesitados: personas marginadas, pobres de solemnidad, drogadictos, alcohólicos, minusválidos, delincuentes, enfermos mentales, jubilados con ínfimas condiciones, mujeres abandonadas, enfermos de SIDA, etc.
- Comida extraordinaria y gratuita para todos los acogidos y habituales a los comedores, el 28 de septiembre.
- Te Deum de Acción de Gracias, en la capilla de la Asociación, presidido por José Sánchez González, Obispo Auxiliar de Asturias.
Entre 1990 y 1994 la Junta Directiva se fijo como objetivo la captación de socios para hacer frente a las diferentes labores llevadas a cabo en la asociación. También se decide organizar cada año, en el mes de diciembre, una cena en el Club de Golf de Castiello para recaudar fondos. En diciembre de 1994, Luis Adaro deja la Presidencia de la Asociación siendo sustituido por Pedro González Fuentes (1994-2009).
En diciembre de 1998, se inaugura en las plantas baja y primer piso de un nuevo edificio dedicado a oficinas y centro de primera acogida para jóvenes desarraigados por drogas, alcohol, desavenencias familiares, etc. dentro del Proyecto Vida.
En mayo de 1999, recibió la Medalla de Oro de la Cruz Roja Española, de manos de S.A.R. la Infanta Elena, en el Teatro Campoamor. Ese mismo año, la Asociación ingresa en FACIAN (Federación de Asociaciones de Centros para la Integración y ayuda de Marginados). En mayo del 2000 la asociación es declarada de "utilidad pública" por lo que queda exenta de pagar el IBI.

### Centenario de la Asociación Gijonesa de la Caridad 1905-2005
Para celebrar el centenario de la Asociación se celebraron, en 2005, los siguientes actos:
- Misa solemne presidida por D. Carlos Osoro Siera, Arzobispo de Asturias, el 10 de febrero.
- Concierto de la Coral Polifónica Gijonesa Anselmo Solar en el Teatro Jovellanos.
- Día de puertas abiertas en las dependencias de la Asociación.
- Comida extra en el local social, para las personas sin hogar, atendidas por la Asociación.
- Misa de acción de Gracias en la capilla de Asociación, presidida por José Antonio González Montoro, vicario de la zona Norte.

### En la actualidad
Tras Pedro González Fuentes, toma el relevo al frente de la Asociación Luis Torres Sánchez (2009-2024).
Con el paso del tiempo, sus instalaciones y servicios se han transformado, adaptándose a las nuevas necesidades para prestar un servicio de calidad humana y material a las personas necesitadas.
Actualmente, la asociación mantiene centrada su labor en el campo social, asistiendo a personas en riesgo de exclusión social. Situada en la calle Mieres, número 17, su estructura está compuesta por un edificio de cinco plantas, donde están ubicados todos los servicios que ofrece, a excepción del último piso, reservado a la Comunidad de Hijas de la Caridad, responsables del funcionamiento del centro.
En 2020, Marisela Cueto, hermana de la caridad y directora de la Cocina Económica señaló que se ha batido record de atención a las personas. Desde marzo de 2020, con el inicio de la pandemia del COVID-19, hasta final de año se realizaron 300.000 servicios, pese a que el protocolo covid ha restringido el número de plazas de 78 a 55.
El 18 de noviembre de 2021 reabrió la atención en la sala del comedor de la Cocina Económica, que había cerrado a causa de la crisis ocasionada por el covid. Durante ese tiempo siguió funcionando el sistema de recogida de comida a través del táper. De hecho, durante la pandemia se atendió una media de trescientas personas al día. La media de personas que eran atendidas directamente en el comedor era de 260 personas, antes de la pandemia.

## Objetivos
Los objetivos de la Asociación se centran en seis pilares:
1. Actitud activa: Favorecer siempre la actitud activa del usuario, mediante cauces para que la persona sea protagonista en su propio proceso.
2. Actuación personalizada: A personas que han perdido la autoestima, sufren el silencio que las hace más vulnerables al alcoholismo, u otras adicciones y buscan una salida a la normalización.
3. Atención básica: Atender con carácter urgente situaciones de emergencia social y cubrir las necesidades básicas.
4. Inserción: Apoyar y complementar los procesos de inserción social y laboral.
5. Prevención: Prevenir procesos de exclusión social y fomentar habilidades sociales dirigidas a la consecución de una vida autónoma y el acceso a los recursos que favorezcan su normalización
6. Sensibilización: Mantener una línea de apertura de la Institución hacia la sociedad, con miras a una mayor sensibilización e implicación con el Colectivo “Sin Hogar”.

## Servicios
La Asociación ofrece los siguientes servicios:
1. Albergue nocturno: para personas sin hogar y transeúntes. Dispone de 27 camas en habitaciones de dos y tres plazas, con servicios higiénicos.
2. Capilla. El 31 de mayo de 1989 se inauguró la Exposición diurna del Santísimo Sacramento.
3. Centro de primera acogida para hombres mayores de edad con distintas problemáticas: adicciones, -drogas, alcohol, ludopatía-, siempre que realicen un programa terapéutico; para jóvenes sin adicción, en situación de desarraigo familiar; y para inmigrantes en espera de ser acogidos en otras instituciones especializadas.[19]
4. Comedor social. Está atendido por las Hijas de la Caridad, apoyadas por el personal contratado, y varios voluntarios. El comedor permanece abierto -festivos incluidos-, de 11:00 a 13:45 y de 20:30 a 21:15 horas.[20]
5. Duchas y ropero. Se les facilita el acceso a: duchas, ropa, toallas, gel, espuma de afeitar, maquinilla, etc. Durante el año 2014 se atendió a 2.277 personas: ropero a 1.165, duchas a 622, sacos de dormir a 82, mantas a 152, sábanas a 92 y esterillas a 26 personas. En la noche de Reyes se repartieron 214 sacos de dormir y 214 paraguas.
6. Financiación. Actualmente, hay 1478 socios, que realizan aportaciones voluntarias. Muchas son personas particulares que realizan donaciones económicas. También hay donaciones en especie, derivados de servicios muy variados: aparcamiento de verano, alquiler de sillas, hamacas en la playa, almohadillas en el Estadio del Molinón y Plaza de Toros, entidades colaboradoras
7. Módulos de alojamiento temporal. Cuatro módulos independientes se ofrecen a familias con menores a su cargo o mujeres gestantes, cuya principal problemática es la falta de vivienda. El acompañamiento y seguimiento se lleva a cabo en coordinación entre el personal técnico de la Fundación Municipal de Servicios Sociales con la Trabajadora Social y el personal Técnico de la Asociación.
8. Peluquería y lavado de ropa. El servicio de Lavandería está abierto a todas las personas que hacen uso de los servicios higiénicos. La peluquería está coordinada por un voluntario y una hija de la Caridad.
9. Residencia de media estancia, cubre las necesidades básicas en un espacio de acogida y atención normalizada, independiente, orientado a facilitar la incorporación a una vida normalizada de las personas en situación de exclusión social. Se cuenta también con un dispositivo de segundo nivel, una residencia mixta, para personas mayores de edad, ofreciendo servicios tendentes a la prevención, atención, promoción e inserción del colectivo en la sociedad.
10. Talleres. Se imparten una serie de talleres para ocupar el tiempo libre de manera lúdica y a la vez formativa, ofreciendo una alternativa de ocio. Los talleres que se ofrecen son: Informática, Inglés, Música, Escritura Terapéutica, Costura y Encuadernación destinados a desarrollar habilidades sociales y laborales.
11. Trabajo social. Una Trabajadora Social realiza las entrevistas previas al ingreso, y su posterior seguimiento de cada caso. Establece una relación individualizada con cada persona, para que pueda expresar sus necesidades en un clima de confianza. Le informa, orienta o en su caso, deriva a otros programas o instituciones, según la demanda que exista en ese momento.
12. Otros Servicios. Concretamente se ofrecen: orientación jurídica, apoyo psicológico, lotes de alimentación, servicio médico y podólogo.